# Komtesse Hella
Komtesse Hella ist ein deutsches Stummfilm-Melodram aus dem Jahre 1916 von Alwin Neuss mit Hella Moja in der Titelrolle. 

## Handlung
Seit ihr Vater nach dem Tode ihrer Mutter neu geheiratet hat, wurde Komtesse Hella von Buchheim von der bösen Stiefmutter kaltgestellt und in ein nobles Mädchenpensionat abgeschoben. Nun ist auch der Vater tot, umgekommen bei einer Parforcejagd. Kaum ist die Beerdigung vollzogen, zitiert die Witwe Gräfin Buchheim Hella zu sich, um ihr mitzuteilen, dass sie nichts erben werde, denn in Wahrheit sei sie überhaupt nicht die Tochter des verstorbenen Grafen. Der habe sie nur deshalb als solche ausgegeben, um sich das Majorat seiner Güter zu sichern. In Wahrheit entstamme Hella armen Köhlersleuten. Entsprechende Dokumente kann die Gräfin-Witwe prompt vorweisen. Denen zufolge soll Hellas leiblicher Vater im Zuchthaus verstorben sein und ihre leibliche Mutter noch immer als bettelarme Köhlerin ihr Leben fristen. Hella will unter diesen Umständen nicht einen Tag länger auf dem Schloss verweilen und sucht die Köhlerin auf, die die junge Frau wiederum an Frau Waller, ihre Schwester, weiterreicht. Anders als die Köhlerin lebt Frau Waller in der Stadt in einigem Luxus und nimmt Hella scheinbar freundlich bei sich auf. Dagegen erweist sich ihr Neffe Fred gegenüber Hella als ziemlich zudringlich. Trotz der Umstände einer relativen Sicherheit im Hause Waller verspürt Hella eine instinktive Abneigung gegenüber der alten Dame, vom schleimigen Fred ganz zu schweigen.
Eines Nachts erwacht Komtesse Hella aus dem Schlaf, da Lärm und einige Unruhe im Haus herrscht. Ihre Zimmertür ist verschlossen, und so flieht Hella über ihr Zimmerfenster in einen benachbarten Raum. Dort kann sie sich verstecken und belauscht ein Gespräch zwischen zwei Herren, dem sie entnimmt, dass ihre Unterkunft offenbar einen schlechten Ruf genießt. Nur mit Müh und Not entkommt Hella dieser Herberge über die Feuerleiter und ist anschließend derartig erschöpft, dass sie auf einer Parkbank einschläft. Dort wird sie etwas später entdeckt und in ein Schwesternheim gebracht. Man verschafft Hella eine Anstellung im Haus des wohlhabenden Privatiers Henneberg, wo sie als Gesellschafterin anfangen kann. Bei den Hennebergs geht auch der junge Busso von Büringen ein und aus, und beide empfinden, ganz zum Verdruss der eifersüchtigen Henneberg-Nichte Wally, rasch Sympathie füreinander. Bei einer Spazierfahrt entdeckt eines Tages Fred Waller Hella und gibt in Anwesenheit Wallys doppeldeutige und unangebrachte Bemerkungen von sich. Ehe Wally sie vor Busso kompromittieren kann, erklärt sich Hella gegenüber Busso, mit dem sie sich heimlich verlobt hat, und erzählt ihm ihre turbulente Lebensgeschichte.
Busso hatte Hellas verstorbenen Vater, aber offensichtlich nicht Hella, gekannt. Ihm fällt jedenfalls sofort die große Ähnlichkeit Hellas mit dem verblichenen Grafen auf. Er hat daher den Verdacht, dass man zielgerichtet Komtesse Hella um ihre Erbschaft betrogen haben könnte. Büringen will Hella in dieser Causa helfen, ihr zugleich aber nicht allzu große Hoffnungen machen. Und so nimmt er auf Schloss Buchheim die Stellung eines Gutsverwalters an, um der gierigen Gräfin auf den Zahn zu fühlen und ihr einen Erbschaftsbetrug nachzuweisen. Hella gegenüber behauptet Busso, eine unverschiebbare Geschäftsreise antreten zu müssen. In der Zwischenzeit solle Hella, so Bussos Auftrag, beider Hochzeit vorbereiten. Er überlässt ihr dafür eine beträchtliche Geldsumme. Der schäbige Waller-Neffe Fred ahnt instinktiv, dass seit Hellas Einzug im Hause Henneberg bei ihr etwas zu holen sein könnte. Und so lässt er Hella über einen Brief mitteilen, dass sie ihn bezahlen solle, wenn sie nicht möchte, dass man von ihrer Vergangenheit und dem Aufenthalt im Etablissement von Frau Waller erfährt. Dieser Brief gerät ausgerechnet in die Hände Wallys, die nun endlich ein Druckmittel gegen die verhasste Rivalin Hella besitzt. Um mehr zu erfahren, trifft sie sich mit Fred Waller.
Der ist erst gegen Vorkasse bereit, sein Wissen auszupacken. Da Wally weiß, wo ihr Onkel Henneberg seine eisernen Reserven gebunkert hat, geht sie zu diesem Versteck im Schreibtisch im Nebenzimmer. Hella betritt das andere Zimmer und sieht plötzlich Fred vor sich, den sie sogleich bestürmt, niemandem etwas von ihrem wie seinem Geheimnis zu verraten. Der aber zeigt sich eiskalt. Beim Verlassen des Raums verliert Hella ein Taschentuch, das die kurz darauf zurückkehrende Wally entdeckt und an sich nimmt. Wally kommt eine böse Idee: Sie stiehlt die gesamte Geldsumme, lässt an der Stelle des Verstecks Hellas Taschentuch zurück und informiert Onkel Henneberg, dass das gesamte Geld verschwunden sei, sodass der Verdacht aufkommen muss, Hella sei mit dem Geld getürmt. Man will daraufhin ihr Zimmer durchsuchen. Da Hella aber dort Bussos Geld für die Hochzeitsvorbereitung versteckt hat, ohne dass jemand außer ihr und der wie vom Erdboden verschluckte Busso davon weiß, rennt sie in ihr Zimmer, schließt sich ein und verbrennt in Panik die gesamte Geldsumme. Die von Wally informierte Polizei erscheint, und da im Kamin noch eine halb verkohlte Banknote liegt, scheint Hellas Schuld bewiesen.
In der Zwischenzeit hat Busso von Büringen auf Schloss Buchheim unumstößliche Indizien aufgefunden, die beweisen, dass man Hella um ihr Erbe betrogen hat. In der Bibliothek entdeckte der Edelmann hinter Büchern versteckt ein Schreiben mit folgendem Inhalt: „Da ich des Majorats wegen meine Ehe bis zu meinem Tode geheim halten mußte, habe ich mein Kind unter Fremden aufwachsen lassen und die Papiere, die die Wahrheit beweisen, hier versteckt.“ Busso machte sich mit diesem Dokument auf zur Köhlerin und rang ihr ein Geständnis ab, dass sie sich für eine Falschaussage hatte kaufen lassen. Mit Hilfe eines Anwalts setzte er anschließend die Gräfin derart unter Druck, sodass diese die Rechtmäßigkeit von Hellas Anspruch auf die Erbschaft anerkennen musste. Mehrere Monate sind ins Land gegangen, und Busso beendet seine Detektivarbeit auf dem Gut. Auf der Heimfahrt überfliegt er eine Zeitungsnotiz, der zufolge Hella wegen Diebstahls angeklagt wird. Heute soll die Hauptverhandlung beginnen. Augenblicklich rast Busso zum Gericht. Sowohl die hasserfüllte Wally als auch der nicht minder schäbige Fred haben bereits ihre Aussagen zuungunsten von Hella abgegeben. Das Urteil gegen Komtesse Hella kann jetzt nur noch „schuldig“ lauten. Ehe es dazu kommen kann, stürmt Busso in den Gerichtssaal und kann durch sein Wissen und seine Aussagen Hella von jedem Verdacht, etwas unredliches getan zu haben, reinwaschen. Fred Waller wird wegen Meineids verhaftet und Hella freigesprochen.

## Produktionsnotizen
Komtesse Hella entstand in den Studios der Eiko-Film, passierte im Oktober 1916 die Filmzensur und wurde am 10. November desselben Jahres in Berlins Marmorhaus uraufgeführt. Der Fünfakter besaß eine Länge von etwa 1500 Metern. In Österreich-Ungarn lief der Film am 9. Februar 1917 an.

## Kritik
Die Kinematographische Rundschau urteilte: „Dieser in jeder Hinsicht beachtenswerte Film zeichnet sich neben einer fesselnden, ins Kriminalistische einschlagenden Handlung durch eine prachtvolle Regie aus, die bis ins kleinste Detail mit wahrem Kunstverständnis ausgearbeitet ist. Was die Darstellung anbelangt, zeigt Hella Moja neue höchst beachtenswerte Fortschritte auf dem Gebiete der künstlerischen Gestaltung der ihr zugewiesenen Rolle.“